# Torre de Aranguren
La torre de Aranguren es uno de los fuertes neomedievales del siglo XIX construidos para asegurar el linde fronterizo. Está situada en el barrio del Príncipe de la ciudad española de Ceuta. Es un BIC.

## Historia
Fue proyectado en 1865, por el Comandante de Ingenieros Mendicuti, siendo denominado por el capitán de ingenieros Fernando Aranguren, fallecido en la batalla de Tetuán. 

## Descripción
Es un fuerte de estilo neomedieval para 40 hombres, construido con una tipología de torre circular de gran altura, dos plantas y batería, con un patio circular que dispone de una escalera helicoidal interior. Dispone de un foso circular seco y matacanes y aspilleras.
Está construido en hormigón y cal, mampostería, ladrillo macizo y sillarejo.